# Người Việt tại Anh
Người Việt tại Anh là một bộ phận cấu thành nên cộng đồng Việt kiều ở nước ngoài. Người Anh gốc Việt (tiếng Anh: Vietnamese British people, British Vietnamese hoặc Vietnamese Britons) là những người Việt nhập cư vào Anh, họ có thể là công dân hoặc không phải công dân Anh.
Có khoảng 30 ngàn người Việt sống hợp pháp ở Anh. Ngoài ra, cảnh sát phỏng đoán khoảng 35 ngàn người khác sống bất hợp pháp ở nước này. (2010) 

## Dân cư

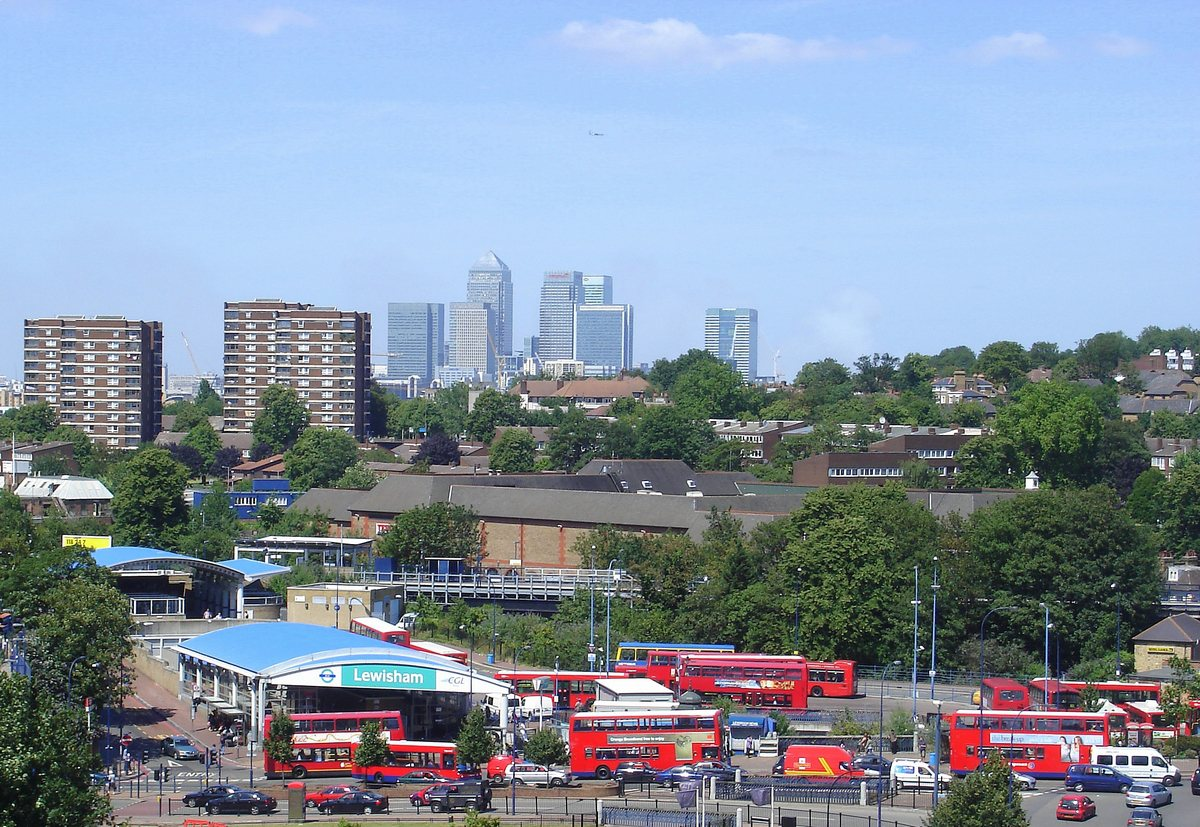
Lewisham tại London là nơi có cộng đồng người Việt tại Anh lớn nhất

## Tệ nạn
Theo Reuters, Việt Nam luôn nằm trong ba nước có số lượng nạn nhân cao nhất của tệ nạn nô lệ hiện đại ở Anh Quốc. Số liệu cho thấy hơn một nửa nạn nhân là trẻ dưới vị thành niên.
Nạn nhân thường bị bóc lột lao động ở các trang trại trồng cần sa hay các tiệm làm móng. Một số còn bị lạm dụng tình dục.

### Buôn trẻ em Việt làm nô lệ
Theo báo "The Guardian" ngày 23/5/2015, Philip Ishola, cựu Cục trưởng Cục Phòng chống nạn buôn người tại Anh, cho biết: "Chúng tôi ước tính có khoảng 3.000 trẻ em Việt Nam đang bị lợi dụng để kiếm tiền cho các băng nhóm tội phạm ở Anh". Họ bị buộc phải lao động như nô lệ ở Anh để kiếm tiền cho các tổ chức tội phạm đang vận hành các xưởng cần sa, tiệm làm móng, xưởng may quần áo, nhà thổ... Cơ quan Phòng chống Ma túy và Tội phạm của Liên Hợp Quốc ước tính khoảng 30 trẻ em Việt Nam bị đưa bất hợp pháp vào Anh mỗi tháng.,

### Làm móng tay bất hợp pháp
Gần 100 người làm việc trong các tiệm làm móng tay ở nước Anh, đa phần là người Việt, đã bị bắt vì tình nghi nhập cư trái phép. Các nhân viên phụ trách nhập cư đã kiểm tra các tiệm làm móng tay trên khắp nước Anh vào khoảng thời gian từ 27/11 tới 3/12/2016. 14 người được xác định có thể là nạn nhân nạn buôn bán người.
Chiến dịch truy quét mới nhất chống sử dụng lao động phi pháp ở Anh được Thứ trưởng chuyên trách Nhập cư, ông Robert Goodwill cho là nỗ lực nhằm giải quyết những "tội ác man rợ của chế độ nô lệ hiện đại". Luật về Nạn Nô lệ Hiện đại (Modern Slavery Act 2015) nêu ra hai định nghĩa 'bắt người khác làm nô lệ' (slavery) và 'khai thác, hưởng dụng khổ sai' (servitude) là những hành động phạm pháp.